# 森崎和幸
森崎和幸（1981年5月9日—），已退役日本職業足球員，司職中場，前日本20歲以下足球代表隊成員。

## 俱樂部生涯
森崎和幸1981年出生，1999作为队史第一位高中生球员踏入赛场， 2000年正式加入广岛三箭，之后一直在这里效力。森崎和幸在1999年11月20日客场对大阪飞脚首次日职出场。 2000年获得最佳新人奖，为球队2012年和2013年连续夺得日职联赛以及2015年夺得日职联赛冠军做出巨大贡献。
职业生涯日职联赛出场427场攻入19球，日乙出场74场比赛攻入3球。 
广岛三箭中场森崎和幸在上周末客场2-1战胜新潟天鹅的比赛中个人日职联赛第300场出场，成为第62位达此殊荣的球员。
广岛三箭俱乐部今日公布了中场球员森崎和幸在本赛季结束后退役的消息。
广岛三箭31日宣布2018赛季退役的森崎和幸自2019赛季就任俱乐部关系经理（C.R.M）。

## 外部連結
- 森崎和幸 – FIFA國際賽競賽紀錄 (存檔)
- 日本職業足球聯賽中的森崎和幸 （日語）
- （日語）J.League Data Site （页面存档备份，存于）
- サンフレッチェ広島F.Cによる公式プロフィール
- 森﨑和幸/浩司オフィシャルウェブサイト
- 森﨑和幸オフィシャルブログ